# 1870
Het jaar 1870 is het 70e jaar in de 19e eeuw volgens de christelijke jaartelling.

## Gebeurtenissen
januari
- 10 - John D. Rockefeller richt de Standard Oil Company op, het begin van de Tweede industriële revolutie.
- 26 - Het Congres van de Verenigde Staten laat Virginia weer toe tot de Unie.

februari
- 14 - In Wyoming wordt Esther Hobart Morris benoemd tot eerste vrouwelijke vrederechter ter wereld in de moderne tijd.

april
- 4 - Nederland schaft geseling als straf af.
- 20 - De Franse Senaat neemt voorstellen aan om het autoritaire regeringssysteem te democratiseren.
- 22 - Eerste uitvoering buiten Duitsland van de Matthäus-Passion (J.S. Bach) door het Rotterdamse Toonkunstkoor onder directie van Woldemar Bargiel.

mei
- 6 - keizer Napoleon III laat een constitutioneel referendum houden waarin de kiesgerechtigde bevolking goedkeuring wordt gevraagd van de senaatsbesluiten om het autoritaire regeringssysteem te liberaliseren. De kiezers spreken zich met 82,5% uit voor de voorstellen.
- 13 - Oprichting Stoomvaart Maatschappij Nederland (SMN) in Amsterdam.

juli
- 18 - Het Eerste Vaticaans Concilie vaardigt de Apostolische Constitutie Pastor Aeternus uit waarin het dogma van de pauselijke onfeilbaarheid wordt bevestigd.
- 19 - Frankrijk verklaart Pruisen de oorlog. Frans-Duitse Oorlog.

augustus
- 2 - De Tower Subway in Londen wordt geopend. In de tunnel is een kleine kabeltram geïnstalleerd, die heen en weer rijdt tussen beide uiteinden. De tram kan twaalf passagiers vervoeren en maakt de rit in 70 seconden.

september
- 2 - Na de Franse nederlaag in de Slag bij Sedan raakt de Franse keizer Napoleon III in Pruisische krijgsgevangenschap.
- 4 - Afkondiging van de Derde Franse Republiek in Parijs door Léon Gambetta. Er wordt een Regering van Nationale Verdediging gevormd.
- 13 - Amstel brouwerij opgericht.
- 15 - Ingebruikname van de spoorlijn Hedel-'s Hertogenbosch door de Staat der Nederlanden, exploitant is de Maatschappij tot Exploitatie van Staatsspoorwegen.
- 17 - Afschaffing van de doodstraf in vredestijd in Nederland.
- 20 - Bij de Inname van Rome stuit het Italiaanse leger op de Aureliaanse muur. Vlak bij de Porta Pia slaan de Bersaglieri een bres in deze muur en trekken daardoor de stad binnen. Daarmee wordt de Kerkelijke Staat beëindigd en wordt de eenwording van Italië voltooid.

oktober
- 20 - Sluiting van het Eerste Vaticaans Concilie.
- 27 - De Franse maarschalk Bazaine capituleert in Metz met het Rijnleger van 170.000 man. Hij wil vervolgens met Duitse steun de nieuwe Derde Franse Republiek ten val brengen, maar in dat plan ziet Berlijn niets.

november
- 15 - Het groothertogdom Baden en het groothertogdom Hessen treden toe tot de Noord-Duitse Bond
- 23 - Het koninkrijk Beieren treedt toe tot de Noord-Duitse Bond.
- 25 - Het koninkrijk Württemberg treedt toe tot de Noord-Duitse Bond.
- 30 - Opening van De 343 meter lange Scheldebrug. De Franse ingenieur Gustave Eiffel tekende de plannen voor de brug bij Temse. Deze brug laat toe een spoorlijn aan te leggen over de Schelde van Mechelen naar Terneuzen. Naast de spoorwegverbinding is de brug ook een tolbrug met een doorgang voor dieren en voetgangers.

december
- 9 - De Noord-Duitse Bond krijgt de naam Duitse Rijk.
- 11 - Hendrik Gerhard richt een vakbond van kleermakers op: "Vooruitgang door broederschap".
- 31 - De grondwet van het nieuwe Duitse Keizerrijk wordt van kracht.

zonder datum
- De Pruisische regering verbiedt gebruik van andere talen dan het Duits in het onderwijs en bij de overheid. Daardoor verdwijnt op termijn het Nederlands als voertaal in Oost-Friesland.
- Na de oorlogsoverwinning wordt Elzas-Lotharingen Pruisisch bezit, en valt het grootste deel van Duitsland onder Pruisische controle.

## Muziek
- Johannes Brahms componeert zijn Altrhapsodie, voor alt, mannenkoor en orkest Opus 53
- Max Bruch componeert zijn Symfonie nr. 2 in f, Opus 36
- Antonín Dvořák schrijft de Tragická ouvertura (Tragische ouverture)
- Edvard Grieg componeert Foran Sydens Kloster naar een gedicht van Bjørnstjerne Bjørnson
- 9 april: In Memoriam Halfdan Kjerulf van Otto Winter-Hjelm is voor het eerst te beluisteren
- 11 april: Gefion van Niels Gade is voor het eerst te beluisteren
- 10 juni: Ung Magnus van Olaus Andreas Grøndahl is voor het eerst te horen
- 7 december: eerste uitvoering van Niels Gades Symfonie nr. 8

## Beeldende kunst

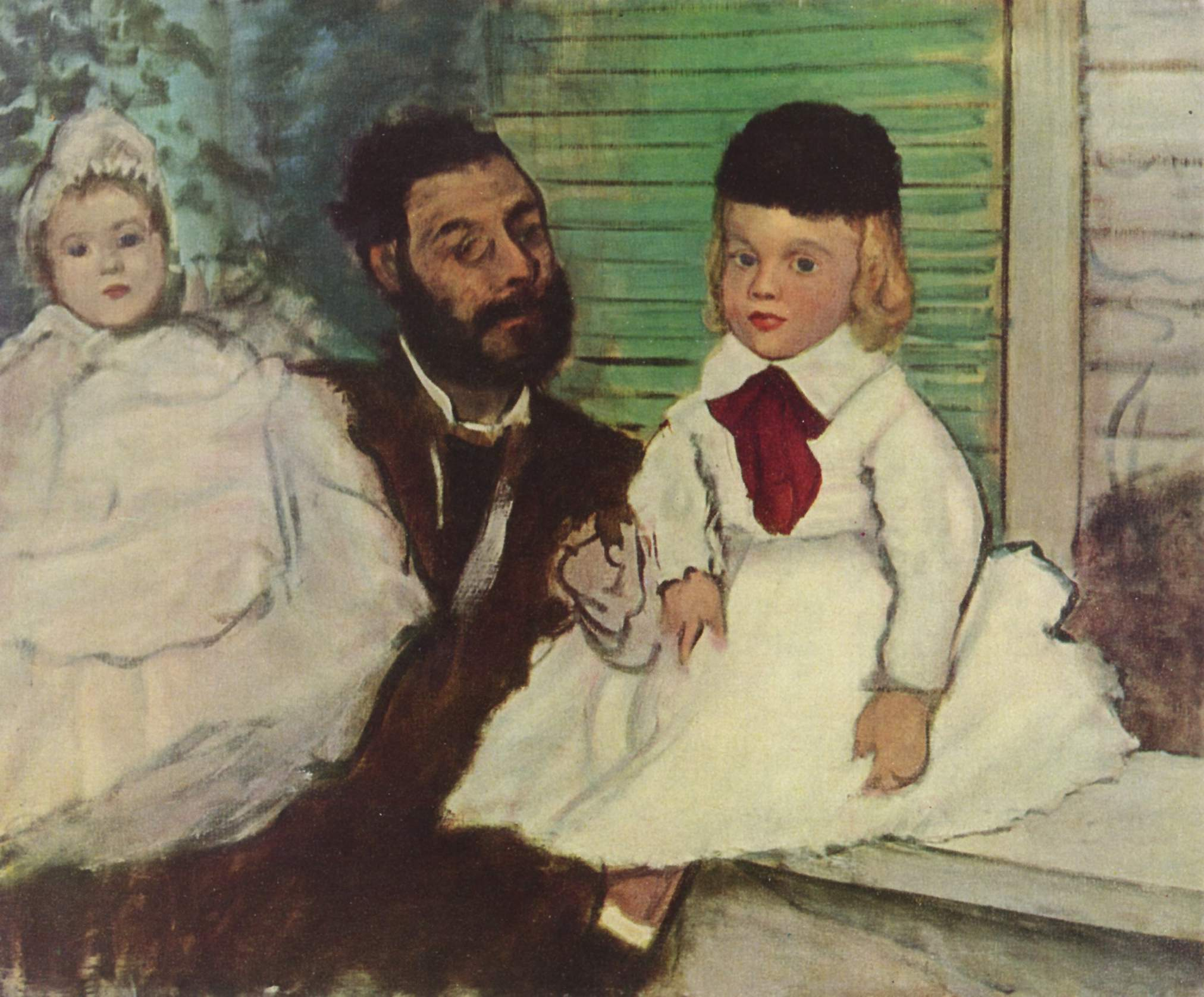
Portrait du comte Lepic et ses filles (1879) Edgar Degas
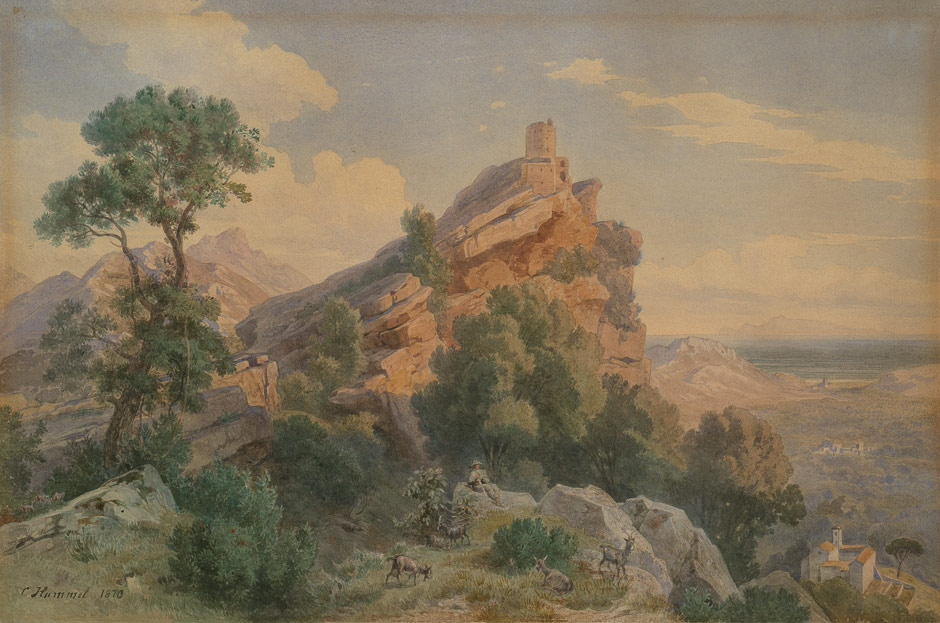
De toren van Seneca op Corsica (1870) Carl Hummel
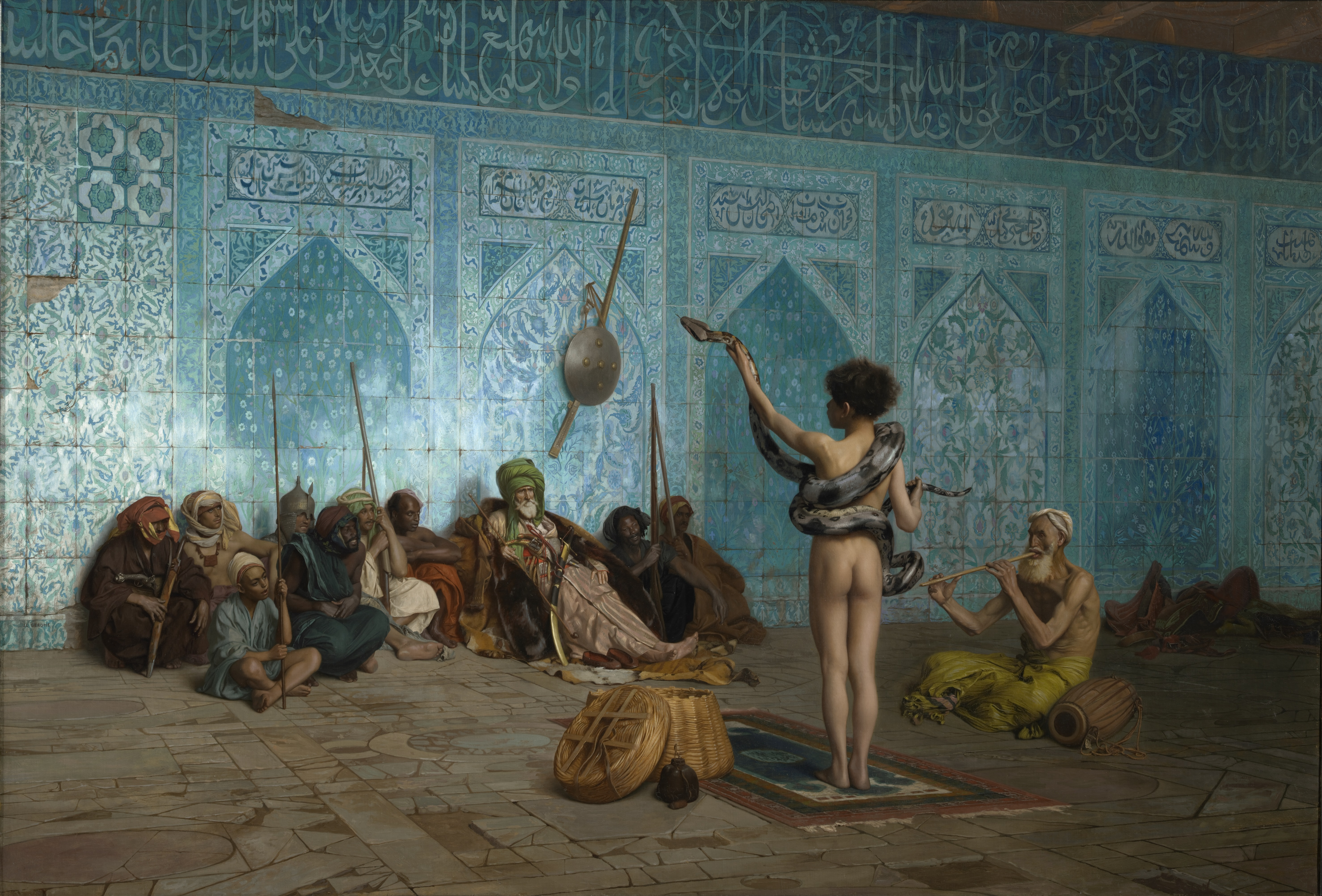
Slangenbezweerder  (1870) Jean-Léon Gérôme
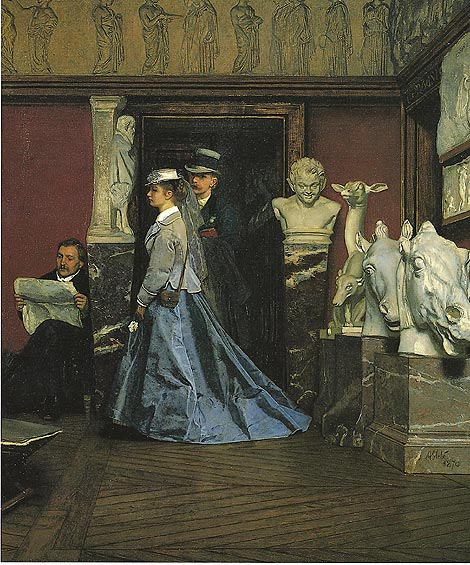
Museumbezoek (1870) August Allebé
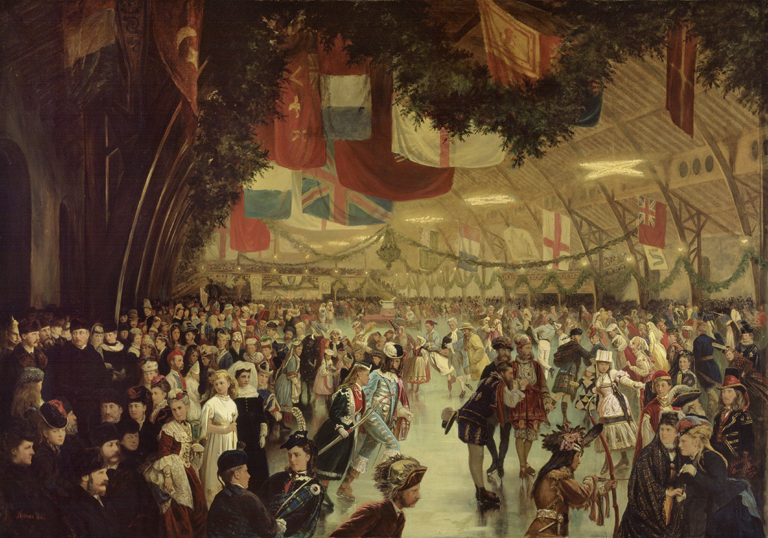
Schaatscarnaval in Montreal (1870) Notman

## Bouwkunst

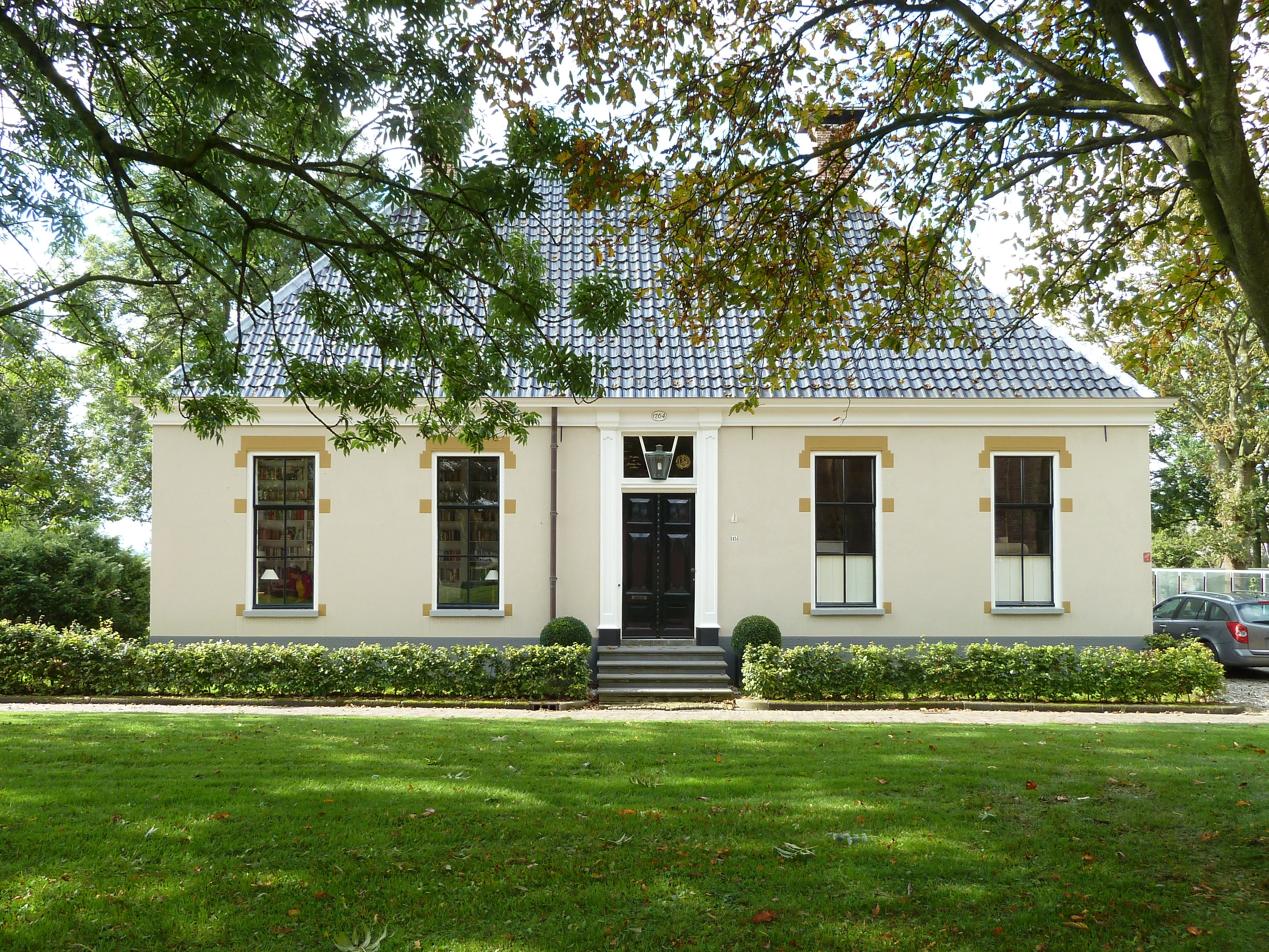
Hervormde pastorie, Leens (ca. 1870)

## Geboren

### januari
- 1 - Anton van Rooy, Nederlands zanger (overleden 1932)
- 2 - Ernst Barlach, Duits beeldhouwer (overleden 1938)
- 3 - Genoveva Torres Morales, Spaans ordestichtster (overleden 1956)
- 9 - Amadeus William Grabau, Duits-Amerikaans paleontoloog en geoloog (overleden 1946)
- 11 - Alexander Stirling Calder, Amerikaans beeldhouwer (overleden 1945)

### februari
- 7 - Alfred Adler, Oostenrijks psycholoog en psychiater (overleden 1937)
- 7 - Swami Atulananda, Nederlands monnik, lid van de Ramakrishnaorde van India (overleden 1966)
- 7 - Cornelis Dopper, Nederlands componist en dirigent (overleden 1939)
- 13 - Leopold Godowsky, Pools-Amerikaans pianist en componist (overleden 1938)
- 17 - Lodewijk de Raet, Vlaams econoom en politicus (overleden 1914)
- 20 - P.C. Boutens, Nederlands dichter en classicus (overleden 1943)

### maart
- 6 - Oscar Straus, Oostenrijks/Frans componist (overleden 1954)
- 28 - Johanna Aleida Nijland, eerste vrouwelijke Nederlandse doctor in de letteren (overleden 1950)
- 31 - James Middleton Cox, Amerikaans politicus (overleden 1957)

### april
- 22 - Vladimir Lenin (eigenlijk Oeljanov), Russisch revolutionair en regeringsleider (overleden 1924)
- 30 - Franz Lehár, Oostenrijks-Hongaars componist en dirigent (overleden 1948)

### mei
- 7 - Hendrika van Gelder, Nederlands schilderes en tekenares (overleden 1943)
- 17 - Newton Moore, 8e premier van West-Australië (overleden 1936
- 20 - Arthur Korn, Duits natuurkundige en uitvinder (overleden 1945)
- 21 - Richard Bennett, Amerikaans acteur (overleden 1944)
- 24 - Jan Christian Smuts, Zuid-Afrikaans generaal en premier (overleden 1950)
- 27 - Anna Stecksén, Zweeds arts en eerste vrouwelijke doctor in de geneeskunde in Zweden (overleden 1904)
- 28 - Lambertus Johannes Rietberg, Nederlands jurist (overleden 1924)
- 31 - Louis de Brouckère, Belgisch politicus (overleden 1951)

### juni
- 8 - Robert Dahlander, Zweeds elektrotechnisch ingenieur (overleden 1935)
- 8 - James McNaught, Schots voetballer (overleden 1919)
- 14 - Sophie van Pruisen, koningin van Griekenland, echtgenote van koning Constantijn I (overleden 1932)
- 21 - Clara Immerwahr, Duits scheikundige (overleden 1915)

### juli
- 8 - Marie van Zeggelen, Nederlands schrijfster (overleden 1957)
- 12 - Lodewijk II van Monaco, vorst van Monaco (overleden 1922)
- 20 - Gerard Nolst Trenité (Charivarius), Nederlands letterkundige (overleden 1946)
- 27 - Hilaire Belloc, Frans-Brits schrijver (overleden 1953)

### augustus
- 31 - Maria Montessori, Italiaans onderwijskundige en grondlegster van het montessorionderwijs (overleden 1952)

### september
- 7 - Tom Curtis, Amerikaans atleet (overleden 1944)
- 8 - Adriano Hernandez, Filipijns generaal en politicus (overleden 1925)
- 22 - Charlotte Cooper, Brits tennisster (overleden 1966)
- 24 - Georges Claude, Frans ingenieur, chemicus en uitvinder van de neonlamp (overleden 1960)
- 26 - Christiaan X, Koning van Denemarken en IJsland (overleden 1947)
- 30 - Jean Perrin, Frans natuurkundige en Nobelprijswinnaar (overleden 1942)

### oktober
- 4 - Simon de Vries, Nederlands rabbijn, publicist en taalkundige (overleden 1944)
- 7 - Uncle Dave Macon, Amerikaans zanger, banjospeler, songwriter en entertainer (overleden 1952)
- 22 - Johan Ludwig Mowinckel, Noors politicus (overleden 1943)

### november
- 10 - Josephine Siebe, Duits schrijfster (overleden 1941)
- 25 - Maurice Denis, Frans kunstschilder (overleden 1943)
- 29 - Enric Prat de la Riba i Sarrà, Catalaans politicus (overleden 1917)

### december
- 1 - Jose Alejandrino, Filipijns revolutionair generaal en senator (overleden 1951)
- 14 - Dirk Jan de Geer, Nederlands politicus (minister-president 1926-1929 en 1939-1940) (overleden 1960)
- 14 - Karl Renner, Oostenrijks politicus (overleden 1950)
- 15 - Josef Hoffmann, Oostenrijks architect en ontwerper (overleden 1956)
- 18 - Saki (= Hector Hugh Munro), Brits schrijver (overleden 1916)
- 25 - Helena Rubinstein, Pools-Amerikaans cosmetica-industrieel (overleden 1965)
- 28 - Charles Bennett, Brits atleet (overleden 1949)
- 29 - Santiago Lucero, Filipijns politicus (overleden 1925)

## Overleden
maart
- 10 - Ignaz Moscheles (75), Boheems componist en pianovirtuoos
- 18 - Joaquín Gaztambide Garbayo (48), Spaans componist en dirigent

mei
- 26 - Johann Heinrich Blasius (60), Duits bioloog

juni
- 9 - Charles Dickens (58), Brits schrijver

juli
- 8 - Jan David Zocher (79), Nederlands architect en stedenbouwkundige

augustus
- 16 - Louis Charles Horta (49), Belgisch uitgever

september
- 14 - Carl August von Steinheil (68), Duits natuurkundige
- 23 - Prosper Mérimée (66), Frans schrijver

oktober
- 12 - Robert E. Lee (63), Amerikaans generaal en bevelhebber in de Amerikaanse Burgeroorlog
- 24 - Antonius Maria Claret (62), Spaans bisschop en ordestichter; heilige van de Rooms-Katholieke kerk

december
- 5 - Alexandre Dumas (68), Frans schrijver
- 9 - Louise-Joséphine Sarazin de Belmont (80), Franse kunstschilder

## Weerextremen in België
- 24 december: laagste etmaalgemiddelde temperatuur ooit op deze dag: −8,8 °C.
- 25 december: laagste minimumtemperatuur ooit op deze dag: −11,7 °C.

## Uitgestorven
- De kleine barrièresnip van Nieuw-Zeeland
- De Seychellenparkiet

## Ontstaan
- De sierduif Felegyhazer tuimelaar in Hongarije